# Талапуса
Tалапуса (на английски: Tallapoosa River) е река в щатите Джорджия и Алабама, Съединените американски щати.
Тече 265 мили (426км) от южната част на Апалачите (Джорджия), на юг и на запад в Алабама. Тя се формира от сливането на Макелндон Крийк и Мъд Крийк в окръг Полдинг, Джорджия. Езерото Мартин в Александър Сити, щата Алабама е популярна водна зона за отдих, образувана от язовира на реката. Талапуса се слива с река Куса на около 10 мили (16км) североизточно от Монтгомъри, близо до Уитумпка в окръг Элмор, където двете реки формират река Алабама.
Има четири водноелектрически централи, формиращи няколко язовира по Tалапуса – Йейтс, Търлоу, Мартин и Харис дам; те са важен източник на електроенергия за Алабама.
Река Талапуса, особено долното течение, е дом на индианците крики до началото на 19 век. Съвременното име на реката идва от дума на техния език Tалуа поса, което означава, Стария град.
Tалапуса в Джорджия е кръстен на реката, която преминава в близост до града.

## Значителни притоци
В басейна на река Талапуса има редица значителни притоци, които са отразени по-долу в зависимост от тяхното местоположение в границите на водосборната област.
| Местоположение                                   | Притоци                                                                |
| ------------------------------------------------ | ---------------------------------------------------------------------- |
| От изворите на реката до язовир Харис            | Литъл Талапуса                                                         |
| От язовир. Харис до язовир Мартин                | Имукфоу Крийк, Санди Крийк, Уинд Крийк, Чикасанохи Крийк, Хилаби Крийк |
| От язовир Мартин до язовир Йейтс                 | Саугахачи Крийк                                                        |
| От язовир Йейтс до язовир Търлоу                 | Няма големи притоци                                                    |
| От язовир Търлоу до сливането на Талапуса с Куса | Тумчихачи Крийк, Чубихачи Крийк, Кубахачи Крийк, Калаби Крийк          |

## Големи градове
Редица големи градове се намират на брега на река Талапуса. По важните от тях са::
- Хефлин, Алабама
- Бюканън, Джорджия
- Tалапуса, Джорджия
- Уидоуи, Алабама (езеро Уидоуи)
- Лайнвил, Алабама (езеро Уидоуи)
- Александър Сити, Алабама
- Дедевил, Алабама
- Таласи, Алабама
- Уитумпка, Алабама
- Монтгомъри, Алабама – реката е основен източник (60%) на питейна вода за града.[2]